# El amanecer (tango)
El amanecer es un tango compuesto por Roberto Firpo en 1910 que fue grabado por la orquesta de su autor el 31 de mayo de 1928 para la discográfica Odeon y, más adelante, por otros conjuntos. Fue inspirado, conforme cuenta Firpo, por el contraste que observaba en su viaje en tranvía, entre los noctámbulos que regresaban a sus casas -después de divertirse o, como él al salir de trabajar- y los obreros que en el sector de menor tarifa se dirigían a trabajar. En la portada original de El amanecer figura la dedicatoria de su autor a Agesilao Ferrazzano (hijo) y Juan de Ambrosio.

## El autor
Roberto Firpo (Las Flores, 13 de mayo de 1884 - Buenos Aires, 14 de junio de 1969) fue un pianista, director de orquesta y compositor argentino, destacado como músico de tango. Fue uno de los primeros músicos en hacer evolucionar el tango desde sus formas primitivas y quien impuso el piano en la orquesta típica tanguera. Compuso también las bandas musicales de varias películas. Su tango emblemático es Alma de bohemio.

## Génesis del tango
Contaba Roberto Firpo a Francisco García Jiménez en 1964:

”Fue un tango que germinó y se completó en mi mente mucho antes de que el público lo conociese por su título cierto…Lo tocaba, de tanto en tanto, en solo de piano, en mis tiempos del café-concierto de la Boca…como allí  improvisábamos, casi siempre, y la gente se renovaba mucho, pasaba como musiquita del momento. La melodía informal aun, era eso: el amanecer,el despertar de la ciudad industriosa que yo, como músico popular… conocía a la inversa, regresando al descanso y al sueño…Yo volvía desde la Boca… en el tranvía eléctrico nº 43, llamado ‘el imperial’ por su piso alto con bancos largos… Allá arriba… a esa hora… el boleto era de cinco guitas y los ‘laburantes’ felices, canturreando, viajaban a sus andamios y sus fábricas. Abajo, con boleto de diez, los ‘calaveras’… demacrados, bostezando junto con nosotros que les habíamos animado la noche. …Quise apresar en mi melodía lo uno y lo otro….pero caminando…podían más…la sinfonía auroral de los pajaritos en los árboles y el primer martilleo de las herramientas del trabajo. Fue la parte más lograda, al principio. Después, agregué  a esos trinos claros y notas vivas el bordón grave, para reflejar el dolor mañanero que sobreviene al placer de los noctámbulos.“

A fines de 1910 Firpo actuaba con su trío en el Palais de Glace en el barrio de la Recoleta y cruzando la avenida que actualmente se llama Figueroa Alcorta, estaba el Parque Japonés. Por entonces, Firpo ya había completado El amanecer y se lo llevó al violonchelista, pianista, trombonista, director y compositor Salvador Merico, quien secundaba al maestro Gaetano D'Alo que allí tocaba con su orquesta. Merico supo, al decir de Firpo, “supo apreciar el encanto sencillo de la composición y lo orquestó en una amplia partitura para la banda del Parque” que lo estrenó obteniendo el beneplácito del público.
En la primera grabación de este tango Firpo no intervino con el piano y en la etiqueta del disco la pieza –probablemente por error– figura como Al Amanecer. Fue recién en su siguiente registro que lo grabó con el clásico canto de los pájaros de la mañana imitado por los violines, que se incorporó en casi todas las interpretaciones posteriores. Armando Pontier contó que después que en 1959 grabara El amanecer para la discográfica Columbia, lo llamaron para decirle que la filial de la empresa en Japón les había informado que no podrían editarlo porque faltaba el canto de los pajaritos. Entonces el músico debió agregar los trinos a la grabación con un pajarito de cotillón para posibilitar la edición. El director Héctor D’Espósito, por su parte, en su versión de la pieza hizo que su hábil violinista no solo imitara el canto de los pájaros sino también otros sonidos como el trotar de caballos o el mugido de vacas que completaban la imagen bucólica.
La primera grabación de El amanecer por Firpo fue para discos ERA y más adelante, ya vinculado a Max Glucksmann de discos Nacional –después llamado Odeon- lo grabó en 2 ocasiones en solo de piano, 6 veces con distintas formaciones y 1 oportunidad a dúo de piano con su hijo Roberto; además aparece él mismo con su cuarteto ejecutándolo en la película El cantor del pueblo en 1948.

## Grabaciones
Entre las diversas grabaciones se encuentran las de:
- Orquesta José Basso, el 25 de abril de 1961 para Odeon y en 1970 para Almalí.
- Orquesta Alfredo De Angelis en 1982 en Colombia para Discos Fuentes
- Orquesta Carlos Di Sarli, el 23 de junio de 1942 para RCA Victor y en 1951 para Music-Hall
- Orquesta Joaquín Do Reyes, en 1950 para TK.
- Orquesta Héctor d'Espósito, en 1958-1959
- Orquesta Roberto Firpo, el 31 de mayo de 1928 para Odeon.
- Orquesta Osvaldo Pugliese en 1964 para Philips.
- Orquesta Héctor Varela.